# Ciop
Ciop (în ucraineană Чоп, maghiară Csap) este un oraș în partea de vest a Ucrainei, in regiunea Transcarpatia, pe malul Latoriței și Tisei. Punct de graniță cu Ungaria, vis-a-vis de orașul Záhony. La recensământul din 2001 avea o populație de 8.919 locuitori.

## Demografie
Componența lingvistică a orașului Ciop
     Ucraineană (46,32%)
     Maghiară (41,52%)
     Rusă (11,6%)
     Alte limbi (0,36%)
Conform recensământului din 2001, nu exista o limbă vorbită de majoritatea populației, aceasta fiind compusă din vorbitori de ucraineană (46,32%), maghiară (41,52%) și rusă (11,6%).

## Localități înfrățite
Orașul Ciop este înfrățit cu următoarele localități:
- Milove,  Ucraina
- Sokołów Małopolski,  Polonia
- Čierna nad Tisou,  Slovacia
- Záhony,  Ungaria